# George William Hope
Pour les articles homonymes, voir Hope.
George William Hope (4 juillet 1808 - 18 octobre 1863) est un homme politique britannique conservateur. Il est sous-secrétaire d'État à la Guerre et aux Colonies sous Robert Peel de 1841 à 1846. 

## Biographie
Il est le fils de d'Alexander Hope, quatrième fils de John Hope (2e comte de Hopetoun) et de Georgiana Alicia Brown, fille de George Brown. Il fait ses études à Harrow. 
Il est élu au Parlement pour Weymouth et Melcombe Regis en 1837. Lorsque les Tories arrivent au pouvoir sous Robert Peel en 1841, il est nommé sous-secrétaire d'État à la Guerre et aux Colonies, poste qu'il occupe jusqu'à la chute du gouvernement en 1846. En 1842, il est réélu à Southampton, siège perdu en 1847. Il reste hors du Parlement jusqu'en 1859, date à laquelle il est réélu à Windsor, siège qu'il occupe jusqu'à sa mort quatre ans plus tard. 

## Famille
Il épouse en 1836 Caroline Georgiana Montagu-Scott, fille de Henry Montagu-Scott, 2e baron Montagu de Boughton. Ils ont plusieurs enfants, dont Edward Stanley Hope, commissaire à la folie, et Herbert James Hope (1851-1930), greffier des faillites. Il meurt à Luffness en octobre 1863, à l'âge de 55 ans. Caroline Hope est décédée en décembre 1891. Elle est enterrée dans le cimetière d'Aberlady, à East Lothian. 